# 스타디오 에우가네오
스타디오 에우가네오(Stadio Euganeo)은 이탈리아의 축구 경기장이다. 파도바에 위치해 있으며 이 도시를 근거지로 하는 축구 팀 칼초 파도바가 사용하고 있다.